# 東上野
東上野（ひがしうえの）は、東京都台東区の町名。現行行政地名は東上野一丁目から東上野六丁目。住居表示実施済区域。

## 概要
台東区の地理的中央部に位置する。一丁目から五丁目は下谷地域、六丁目は浅草地域に属する。東上野一丁目から東上野三丁目までと東上野五丁目は清洲橋通りに接し、東上野六丁目は清洲橋通りと左衛門橋通りに接している。これらを境に松が谷、元浅草に接している。南部は春日通りに接し、これを境に台東に接する。西部は昭和通りに接し、これを境に上野に接する。北部はかっぱ橋本通りに接し、これを境に北上野に接する。
町域内は台東区役所などの行政施設を多く抱え、住宅地と商業地とが混在している。西部の昭和通り沿いは上野駅や御徒町駅に近く、上野の繁華街の一角に当たる。
二丁目にはパチンコ関連企業が集まり、オフィスやショールームが並ぶ「パチンコ村」が形成されているほか、昭和通りの東側付近には焼肉やキムチなどを扱う朝鮮料理・食材店などが軒を連ねている一角があり「キムチ横丁」などの愛称で呼ばれているコリア・タウンが形成されている。
町域内を南北に縦貫する清洲橋通りの東西の境が、台東区の前身である旧下谷区と旧浅草区の区境に当たり、現在でも警察署、消防署、税務署等の管轄境界として残る。

## 歴史
東上野は芝新網町、四谷鮫河橋と並ぶ江戸時代から続く「三大貧民窟」の一つであり、明和5年（1768年）から乞胸頭（ごうむねがしら、大道芸を業とする被差別民「乞胸」の頭）山本仁太夫とその配下が居住していた。仁太夫は1843年に浅草松葉町（現・台東区松が谷）に移転させられたが、万年町にはその後も非人頭・車善七の配下となる者が多数居住していた。のち、明治2年に万年町と改称されてからも住民は人足・日傭取・人力車夫・屑拾などの貧民が多く、サンカの集住地ともなった。

## 世帯数と人口
2025年（令和7年）3月1日現在（台東区発表）の世帯数と人口は以下の通りである。
| 丁目         | 世帯数    | 人口    |
| ------------ | --------- | ------- |
| 東上野一丁目 | 1,139世帯 | 1,592人 |
| 東上野二丁目 | 677世帯   | 943人   |
| 東上野三丁目 | 996世帯   | 1,541人 |
| 東上野四丁目 | 813世帯   | 1,211人 |
| 東上野五丁目 | 1,241世帯 | 2,147人 |
| 東上野六丁目 | 1,421世帯 | 2,274人 |
| 計           | 6,287世帯 | 9,708人 |

### 人口の変遷
国勢調査による人口の推移。
| 年                 | 人口  |
| ------------------ | ----- |
| 1995年（平成7年）  | 6,720 |
| 2000年（平成12年） | 6,493 |
| 2005年（平成17年） | 6,784 |
| 2010年（平成22年） | 7,265 |
| 2015年（平成27年） | 8,427 |
| 2020年（令和2年）  | 9,432 |

### 世帯数の変遷
国勢調査による世帯数の推移。
| 年                 | 世帯数 |
| ------------------ | ------ |
| 1995年（平成7年）  | 2,686  |
| 2000年（平成12年） | 2,853  |
| 2005年（平成17年） | 3,192  |
| 2010年（平成22年） | 3,937  |
| 2015年（平成27年） | 4,801  |
| 2020年（令和2年）  | 5,675  |

## 学区
区立小・中学校に通う場合、学区は以下の通りとなる（2023年9月現在）。
| 丁目         | 番地 | 小学校             | 中学校                   |
| ------------ | ---- | ------------------ | ------------------------ |
| 東上野一丁目 | 全域 | 台東区立上野小学校 | 台東区立御徒町台東中学校 |
| 東上野二丁目 | 全域 | 台東区立上野小学校 | 台東区立御徒町台東中学校 |
| 東上野三丁目 | 全域 | 台東区立上野小学校 | 台東区立御徒町台東中学校 |
| 東上野四丁目 | 全域 | 台東区立上野小学校 | 台東区立忍岡中学校       |
| 東上野五丁目 | 全域 | 台東区立上野小学校 | 台東区立忍岡中学校       |
| 東上野六丁目 | 全域 | 台東区立上野小学校 | 台東区立駒形中学校       |

## 交通
町域内には、車坂通りが通っている。また、中央付近を東西に浅草通りが通っている。鉄道駅としては北西部方向の昭和通り下に上野駅への出入口が、東部の浅草通り下に地下鉄銀座線・稲荷町駅が、南西部の昭和通り下には地下鉄日比谷線・仲御徒町駅と都営大江戸線・上野御徒町駅があり、JR線の御徒町駅も至近になる。また町域南東端の春日通り下には都営大江戸線とつくばエクスプレス線の新御徒町駅がある。東京メトロの上野検車区と、日本で唯一の地下鉄線踏切がある。

### 鉄道
- 銀座線  稲荷町駅
- 都営大江戸線  新御徒町駅
- つくばエクスプレス  新御徒町駅
- 日比谷線  上野駅 - 銀座線への連絡通路が設けられている。

### 道路
- 国道4号（昭和通り）
- 東京都道453号本郷亀戸線（春日通り）
- 東京都道463号上野月島線（浅草通り）
- 清洲橋通り
- 左衛門橋通り

首都高速道路・出入口
- 首都高速1号上野線
- 上野出入口

## 事業所
2021年（令和3年）現在の経済センサス調査による事業所数と従業員数は以下の通りである。
| 丁目         | 事業所数    | 従業員数 |
| ------------ | ----------- | -------- |
| 東上野一丁目 | 647事業所   | 7,675人  |
| 東上野二丁目 | 467事業所   | 8,803人  |
| 東上野三丁目 | 576事業所   | 7,966人  |
| 東上野四丁目 | 273事業所   | 6,089人  |
| 東上野五丁目 | 229事業所   | 3,823人  |
| 東上野六丁目 | 261事業所   | 3,027人  |
| 計           | 2,453事業所 | 37,383人 |

### 事業者数の変遷
経済センサスによる事業所数の推移。
| 年                 | 事業者数 |
| ------------------ | -------- |
| 2016年（平成28年） | 2,276    |
| 2021年（令和3年）  | 2,453    |

### 従業員数の変遷
経済センサスによる従業員数の推移。
| 年                 | 従業員数 |
| ------------------ | -------- |
| 2016年（平成28年） | 30,556   |
| 2021年（令和3年）  | 37,383   |

### 主な企業
| ウエノ              | 東上野一丁目9番6号                         |
| プラチナ萬年筆      | 東上野二丁目5番10号                        |
| 笠倉出版社          | 東上野二丁目8番7号 笠倉ビル                |
| 白元アース          | 東上野二丁目21番14号                       |
| オリンピア          | 東上野二丁目11番7号                        |
| 平和                | 東上野二丁目22番9号 平和第一ビル           |
| 日立建機            | 東上野二丁目16番1号（上野イーストタワー）  |
| 東京地下鉄          | 東上野三丁目19番6号                        |
| マセキ芸能社        | 東上野四丁目6番5号                         |
| 日清シスコ 東京本社 | 東上野四丁目24番11号 NBF上野ビル11F        |
| ニューロング        | 東上野六丁目4番14号                        |
| 住電日立ケーブル    | 東上野六丁目9番3号 住友不動産上野ビル8号館 |

## 施設

### 官公庁
| 台東区役所                       | 東上野四丁目5番6号   |
| 台東区社会教育センター           | 東上野六丁目16番8号  |
| 台東区社会福祉事業団             | 東上野二丁目25番14号 |
| 台東区立東上野区民館             | 東上野三丁目24番6号  |
| 台東保健所                       | 東上野四丁目22番8号  |
| 上野警察署                       | 東上野四丁目2番4号   |
| 上野消防署                       | 東上野五丁目2番9号   |
| 台東区立図書館すこやかとしょしつ | 東上野四丁目22番8号  |
| 台東区立西町公園                 | 東上野二丁目23番1号  |

### 病院
| 永寿総合病院 | 東上野二丁目23番16号 |
| 上野病院     | 東上野三丁目23番4号  |

### 寺社
| 下谷神社 | 東上野三丁目29番8号  |
| 浄正寺   | 東上野六丁目6番2号   |
| 源隆寺   | 東上野六丁目15番11号 |
| 光照寺   | 東上野六丁目14番10号 |
| 西岸寺   | 東上野六丁目15番5号  |
| 成就院   | 東上野三丁目32番15号 |
| 浄林寺   | 東上野六丁目17番15号 |
| 真覚寺   | 東上野六丁目17番18号 |
| 真照寺   | 東上野六丁目6番1号   |
| 宗源寺   | 東上野五丁目1番6号   |
| 長善寺   | 東上野六丁目6番13号  |
| 徳雲院   | 東上野四丁目1番4号   |
| 永昌寺   | 東上野五丁目1番2号   |
| 西光寺   | 東上野六丁目15番6号  |
| 西照寺   | 東上野六丁目2番4号   |
| 宋雲院   | 東上野四丁目1番12号  |
| 正行寺   | 東上野六丁目15番14号 |
| 源空寺   | 東上野六丁目19番2号  |
| 龍谷寺   | 東上野五丁目5番21号  |
| 報恩寺   | 東上野六丁目13番13号 |
| 蓮城寺   | 東上野五丁目4番7号   |

### 学校
| 台東区立上野小学校           | 東上野六丁目16番8号  |
| 上野学園中学校・高等学校     | 東上野四丁目24番12号 |
| 上野学園短期大学             | 東上野四丁目24番12号 |
| 上野保育園                   | 東上野六丁目20番7号  |
| 台東区立東上野保育園         | 東上野二丁目25番12号 |
| 東上野乳児保育園             | 東上野四丁目22番8号  |
| 下谷医師会立看護高等専修学校 | 東上野三丁目38番1号  |

### 銀行・郵便局
| 下谷神社前郵便局       | 東上野三丁目29番8号  |
| 東上野六郵便局         | 東上野六丁目19番11号 |
| きらぼし銀行御徒町支店 | 東上野一丁目7番15号  |
| 三菱UFJ銀行上野支店    | 東上野一丁目14番4号  |
| みずほ銀行稲荷町支店   | 東上野五丁目1番5号   |
| 常陽銀行上野支店       | 東上野三丁目18番4号  |

## 旧跡
- 福島藩下屋敷 : 東上野6丁目7番から12番全域と16号の上野小学校一部敷地を足した場所（福島藩の主な城主：板倉家）

福島藩主板倉家定紋 (九曜巴〈くようともえ〉)
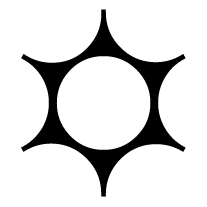
福島藩主板倉家替紋 (鞠挟〈まりばさみ〉)

## 出身著名人
- 萩本欽一
- 唐十郎
- 天海祐希

## その他

### 日本郵便
- 郵便番号 : 110-0015[3]（集配局 : 上野郵便局[18]）。